# Amenis
Amenis is een geslacht van vlinders van de familie dikkopjes (Hesperiidae), uit de onderfamilie Pyrrhopyginae.

## Soorten
- A. baroni Godman & Salvin, 1895
- A. pionia (Hewitson, 1857)